# Rocky Riverwatervallen
De Rocky Riverwatervallen (Engels: Rocky River Falls) zijn watervallen in de Canadese provincie Newfoundland en Labrador. De watervallen bevinden zich in de gemeente Colinet, in het zuidoosten van het eiland Newfoundland.

## Beschrijving
De Rocky Riverwatervallen bevinden zich zoals de naam aangeeft in de Rocky River, een 26 km lange rivier op het schiereiland Avalon. Ze bevinden zich net buiten het dorp Colinet op iets meer dan een kilometer voor de monding van de gelijknamige rivier in de St. Mary's Bay.
Het betreft twee ongeveer even grote watervallen die zo'n 120 m van elkaar verwijderd liggen. Tussen de twee in ligt de brug van provinciale route 91 (evenals vlak ernaast de oude brug), waardoor ze met de wagen zeer makkelijk bereikbaar zijn.
Bij de watervallen heeft de rivier een gemiddeld debiet van 11,3 m³ per seconde.

## Vistrap
Historisch gezien maakten Atlantische zalmen geen gebruik van Rocky River tijdens hun paaitrek daar de zuidelijkste (stroomafwaartse) van de twee Rocky Riverwatervallen te moeilijk is om over te springen. Er werd daarom door de overheid in 1986 een vistrap aangelegd. Hierdoor werden de meren in het brondgebied van de rivier sinds 1987 door zalmen gebruikt als paaigebied. In 2015 werd de zalmentrap vervangen door een modernere versie.

## Galerij

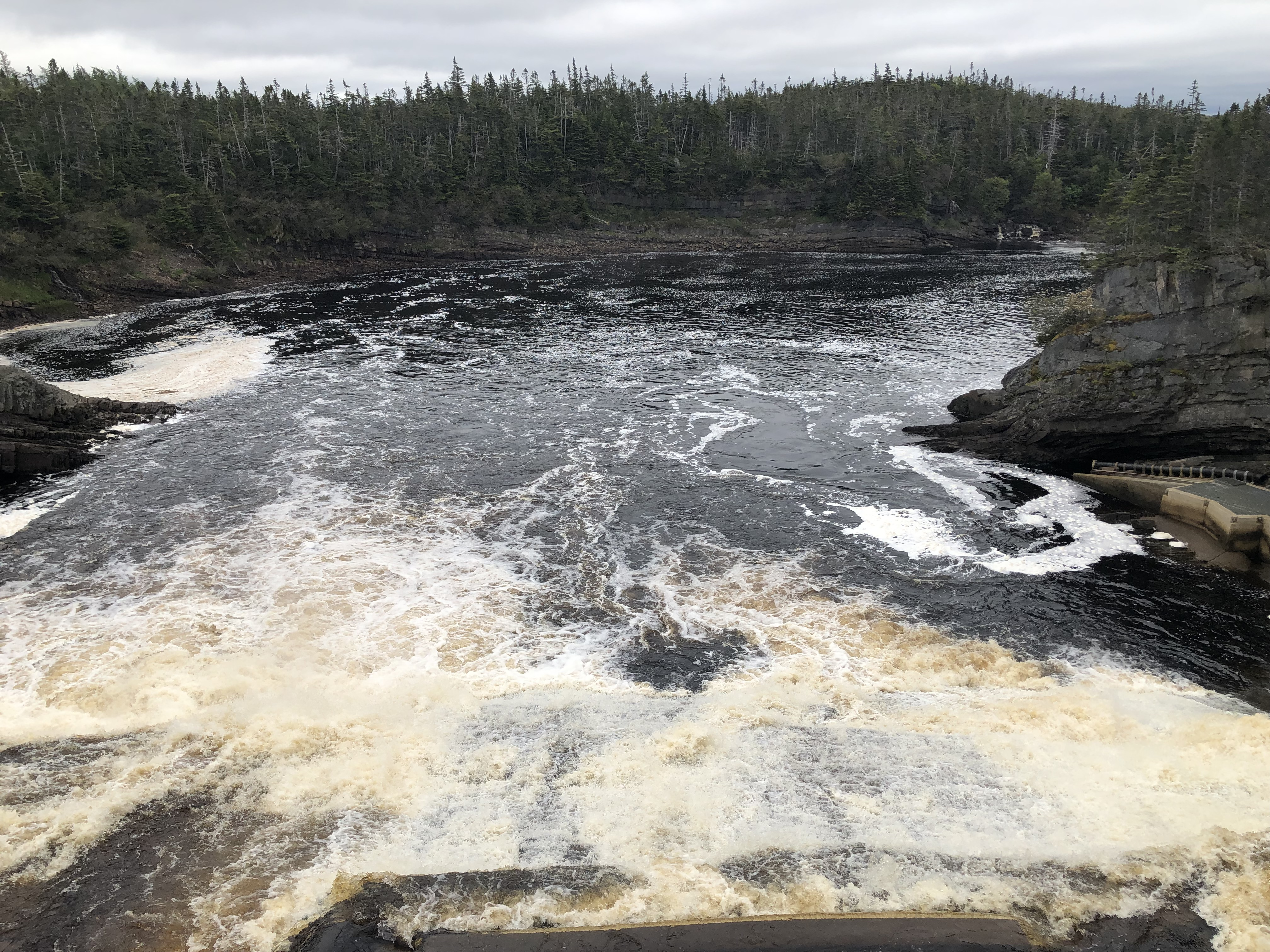
De stroomafwaartse van de twee Rocky Riverwatervallen, gezien vanop de oude brug, met rechts de vistrap
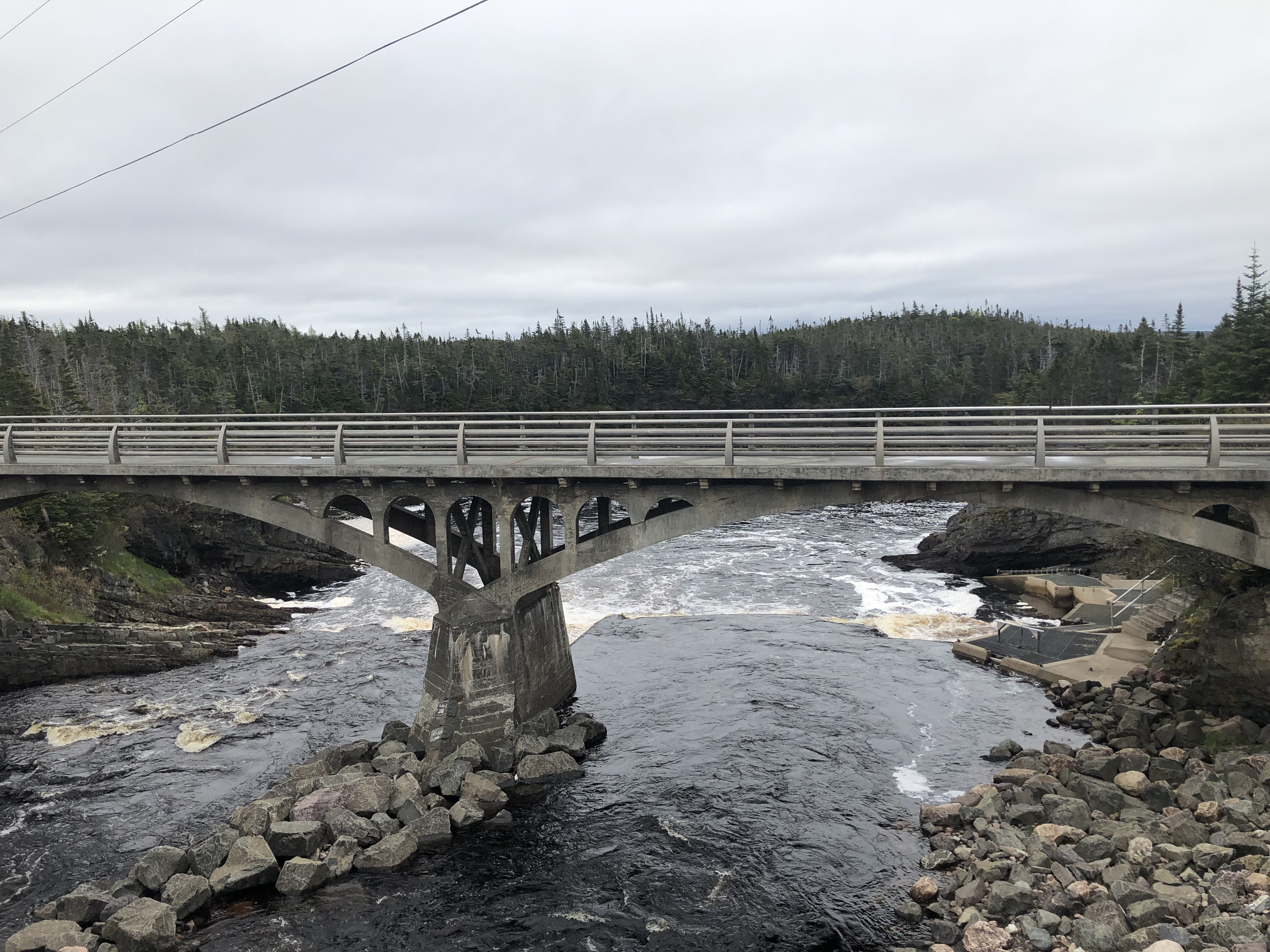
Diezelfde waterval gezien vanop de nieuwe brug met rechts opnieuw de vistrap
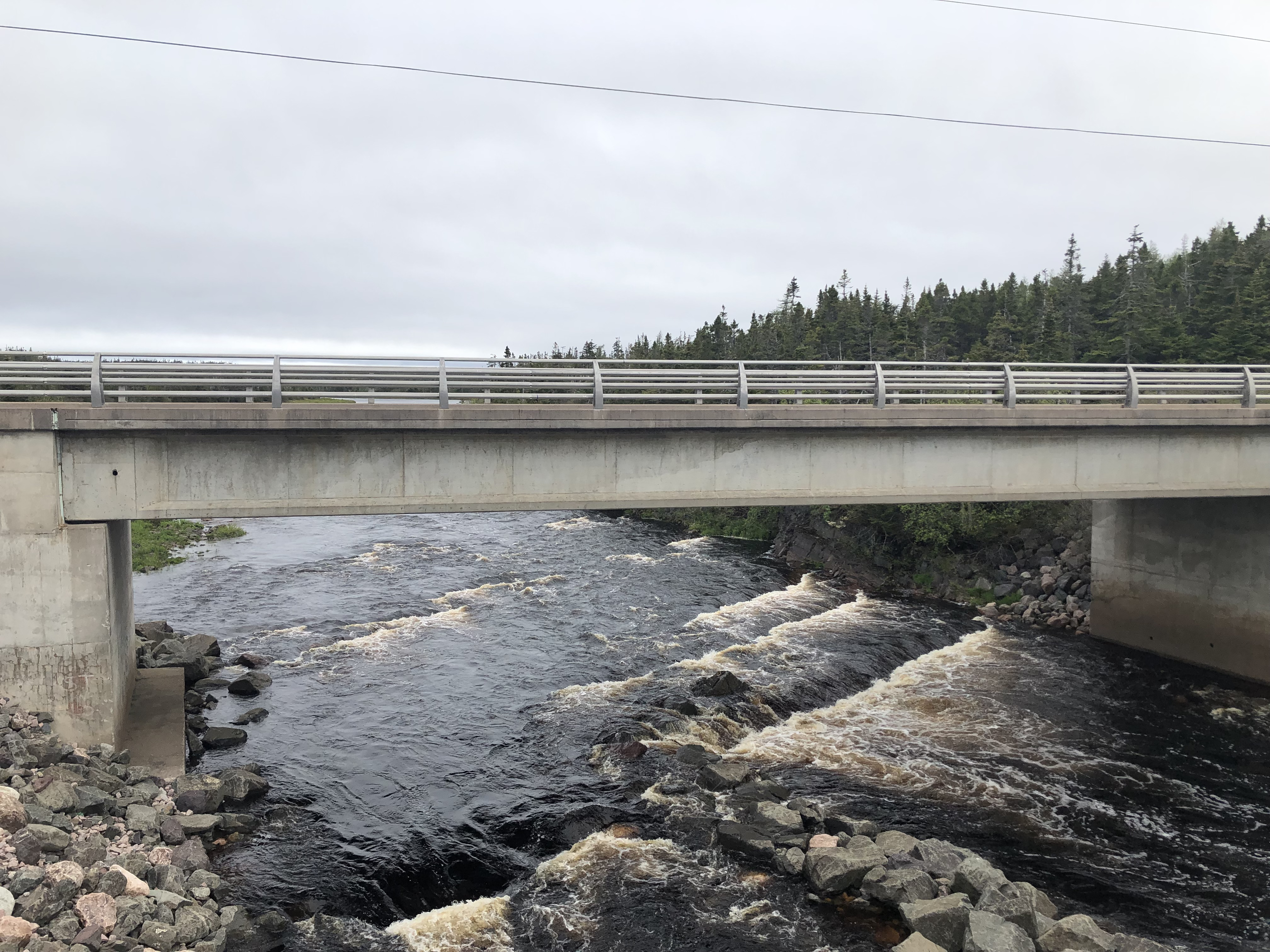
Zicht op het stukje rivier tussen de twee watervallen, kijkend onderdoor de brug van Route 91